# Saracens Football Club 2019-2020
Nella stagione 2019-2020 Saracens Football Club ha disputato il campionato di Premiership Rugby classificandosi all'ultimo posto.